# Oriol Lozano
 Oriol Lozano Farrán, deportivamente conocido como Oriol (Sudanell, Lérida, España, 23 de mayo de 1981), es un exfutbolista español. Jugaba de defensa central y su último equipo como jugador fue el Racing de Santander en la Segunda División de España, donde actualmente forma parte del cuerpo técnico como asistente.

## Trayectoria
Llegó a Santander durante la temporada 2003-2004 para incorporarse a la plantilla del Racing de Santander B, procedente de la Unió Esportiva Lleida, que en ese momento estaba en Segunda División B.
Durante la temporada 2004-2005 paso a engrosar las filas del primer equipo cántabro, debutando en primera el 19 de septiembre del 2004 en el partido Racing 1 - Villarreal Club de Fútbol 1.
Oriol no fue renovado por el Racing para la temporada 2010-2011 y ficha por el Aris Salónica F. C. de la Super Liga de Grecia
Fue campeón de la Supercopa de Georgia con el F.C. Zestafoni en la temporada 2012-2013.
En 2013 fichó nuevamente por el Racing por dos temporadas. Para la temporada 2015-2016 hizo la función de asistente en el cuerpo técnico de este equipo.

## Clubes
| Club                | Temporada | Liga    | Liga  | Copa    | Copa  | UEFA Europa League | UEFA Europa League | Total   | Total |
| Club                | Temporada | Jugados | Goles | Jugados | Goles | Jugados            | Goles              | Jugados | Goles |
| ------------------- | --------- | ------- | ----- | ------- | ----- | ------------------ | ------------------ | ------- | ----- |
| UE Lleida           | 1998/99   | 4       | 0     | 0       | 0     | -                  | -                  | 4       | 0     |
| UE Lleida           | 1999/00   | 8       | 0     | 0       | 0     | -                  | -                  | 8       | 0     |
| UE Lleida           | 2000/01   | 27      | 0     | 0       | 0     | -                  | -                  | 27      | 0     |
| CD Onda             | 2001/02   | 30      | 1     | -       | -     | -                  | -                  | 30      | 1     |
| CE L`Hospitalet     | 2002/03   | 28      | 0     | -       | -     | -                  | -                  | 28      | 0     |
| Racing B            | 2003/04   | 16      | 0     | -       | -     | -                  | -                  | 16      | 0     |
| Racing de Santander | 2004/05   | 25      | 0     | 2       | 1     | -                  | -                  | 27      | 1     |
| Racing de Santander | 2005/06   | 19      | 0     | 1       | 0     | -                  | -                  | 20      | 0     |
| Racing de Santander | 2006/07   | 19      | 1     | 1       | 0     | -                  | -                  | 20      | 1     |
| Racing de Santander | 2007/08   | 24      | 0     | 5       | 1     | -                  | -                  | 29      | 1     |
| Racing de Santander | 2008/09   | 13      | 0     | 3       | 0     | 1                  | 0                  | 17      | 0     |
| Racing de Santander | 2009/10   | 19      | 0     | 4       | 0     | -                  | -                  | 23      | 0     |
| Aris Salónica FC    | 2010/11   | 9       | 1     | 0       | 0     | 2                  | 0                  | 11      | 1     |
| Real Murcia         | 2011/12   | 23      | 0     | 0       | 0     | -                  | -                  | 23      | 0     |
| F.C. Zestafoni      | 2012/13   | 11      | 0     | 0       | 0     | -                  | -                  | 11      | 0     |
| Racing de Santander | 2013/14   | 12      | 0     | 5       | 0     | 0                  | 0                  | 17      | 0     |
| Racing de Santander | 2014/15   | 1       | 0     | 0       | 0     | 0                  | 0                  | 1       | 0     |
| Total               | 18        | 262     | 2     | 22      | 2     | 3                  | 0                  | 287     | 4     |